# Бастер (град)
Бастер (енгл. Basseterre) је главни град Сент Китса и Невиса на Малим Антилима. Године 2018. имао је 14 000 становника. Бастер је један од најстаријих градова на источним Карибима.
Већина градских објеката изграђена је након великог пожара 1867. године. Трг је направљен по узору на Пикадили серкус, а фонтана у центру изграђена је 1883. године и посвећена часном Томасу Берклију Хардтману Берклију, оцу Хенрија Спенсера Берклија.

## Географија

### Клима
| Клима (Бастер)             | Клима (Бастер) | Клима (Бастер) | Клима (Бастер) | Клима (Бастер) | Клима (Бастер) | Клима (Бастер) | Клима (Бастер) | Клима (Бастер) | Клима (Бастер) | Клима (Бастер) | Клима (Бастер) | Клима (Бастер) | Клима (Бастер) |
| Показатељ \ Месец          | .Јан.          | .Феб.          | .Мар.          | .Апр.          | .Мај.          | .Јун.          | .Јул.          | .Авг.          | .Сеп.          | .Окт.          | .Нов.          | .Дец.          | .Год.          |
| -------------------------- | -------------- | -------------- | -------------- | -------------- | -------------- | -------------- | -------------- | -------------- | -------------- | -------------- | -------------- | -------------- | -------------- |
| Просек, °C (°F)            | 25 (77)        | 25 (77)        | 26 (79)        | 26 (79)        | 27 (81)        | 28 (82)        | 28 (82)        | 28 (82)        | 28 (82)        | 28 (82)        | 27 (81)        | 26 (79)        | 26 (79)        |
| Средњи минимум, °C (°F)    | 22,2 (72)      | 21,1 (70)      | 22,2 (72)      | 22,2 (72)      | 22,8 (73)      | 23,9 (75)      | 23,9 (75)      | 23,9 (75)      | 23,9 (75)      | 23,9 (75)      | 22,8 (73)      | 22,2 (72)      | 22,9 (73,2)    |
| Количина падавина, mm (in) | 92 (36,2)      | 49 (19,3)      | 56 (22)        | 60 (23,6)      | 88 (34,6)      | 86 (33,9)      | 113 (44,5)     | 132 (52)       | 141 (55,5)     | 124 (48,8)     | 132 (52)       | 90 (35,4)      | 1,165 (458,7)  |
| [ тражи се извор ]         |                |                |                |                |                |                |                |                |                |                |                |                |                |

Налази се на острву Свети Китс и један је од главних трговачких центара Острва заветрине.

## Историја
Бастер су основали француски колонисти 1627. године.

## Становништво
| Година       |
| Становништво |
| ------------ |

## Привреда
Прерада шећера је била главна грана индустрије, док није укинута 2005. године.